# Synagoge Wallau (Hofheim am Taunus)
Die Synagoge in Wallau, einem Stadtteil von Hofheim am Taunus im südhessischen Main-Taunus-Kreis, wurde 1884/85 errichtet. Die Synagoge stand an der Bachgasse 4.

## Geschichte
Um 1850 stellte die jüdische Gemeinde Wallau den Antrag zum Bau einer neuen Synagoge. Erst in den 1880er Jahren konnte der Neubau verwirklicht werden. Am 4./5. Dezember 1885 wurde durch den Bezirksrabbiner Michael Silberstein aus Wiesbaden das Gemeindezentrum mit Synagoge, jüdischer Schule und Lehrerwohnung eingeweiht.  
1920/21 wurden die Gebäude renoviert. Die Synagoge hatte zu dieser Zeit 40 Männer- und 24 Frauenplätze. Als nach 1933 viele der jüdischen Gemeindeglieder weggezogen waren und kein Gottesdienst mehr abgehalten werden konnte, wurde das Gebäude an eine nichtjüdische Familie verkauft. 
Dennoch drangen beim Novemberpogrom 1938 SA-Männer in das Gebäude ein und demolierten die Inneneinrichtung.  
1967 wurde der Gebäudekomplex wegen Baufälligkeit abgebrochen und an der Stelle der Synagoge und des Schulhauses wurde ein Einfamilienhaus errichtet. An der Garage des Hauses wurde eine Gedenktafel angebracht.